# ドナーアクセプタ対熱光
ドナーアクセプタ対熱光（donor-acceptor pair emission）
半導体中で比較的浅い準位を持ったドナー（D）とアクセプター（A）に束縛された電子と正孔が、それぞれの波動関数の重なりを通して、その発光エネルギーと直接的に再結合する際に放出されるルミネセンス、その発光エネルギー、再結合率ともに大きくなる、結合全体のスペクトルは、距離の異なる多くのDA対による離散的なスペクトル構造が観測される事があるが、一般には幅の広い連続的な発光スペクトルとなる。D、Aのいずれかが深い準位を持つ場合には、局在性の強い複合型発光中心となり、浅い場合にはDA対発光とは区別される。